# Солнечное затмение

Фотография полного солнечного затмения 11 августа 1999 года во Франции

Со́лнечное затме́ние — астрономическое явление, при котором Луна полностью или частично покрывает Солнце на некоторое время при наблюдении с определённой части Земли. Солнечные затмения происходят только в новолуние, причём из-за наклона орбиты Луны к плоскости эклиптики они случаются не в каждое новолуние, а только от 2 до 5 раз в год, когда Луна в новолунии оказывается вблизи узла своей орбиты.
Солнечные затмения делятся на полные, частные, кольцеобразные и гибридные. При полном затмении где-либо на Земле можно наблюдать полное покрытие Солнца Луной, при частном полного покрытия не наблюдается нигде. При кольцеобразном затмении полного покрытия также не происходит, но, в отличие от частного затмения, где-либо на Земле можно наблюдать, как Луна оказывается на фоне диска Солнца и не может закрыть его целиком, имея меньший угловой размер, чем у Солнца. При гибридном затмении на Земле есть области, где в какой-то момент затмение наблюдается как кольцеобразное, а в другое время в других областях — как полное.
Стадию полного затмения можно наблюдать с Земли не при каждом солнечном затмении. Кроме того, она наблюдается лишь с небольшой части поверхности Земли, хотя частные фазы можно наблюдать из области гораздо большего размера. В определённой точке Земли полные солнечные затмения повторяются в среднем раз в несколько столетий, а сама полная фаза может наблюдаться не более семи с половиной минут.
В солнечных затмениях присутствует определённая, хотя и не точная, периодичность, описываемая циклами затмений. Наиболее известным циклом затмений является сарос — промежуток времени немногим дольше 18 лет, с которым затмения повторяются почти в том же порядке, с похожими параметрами. За длительные промежутки времени параметры солнечных затмений изменяются, что связано, в частности, с изменением параметров орбит Земли и Луны.
Во время солнечных затмений может наблюдаться ряд эффектов. В точке, где происходит затмение, небо темнеет, хотя и не так сильно, как ночью, и резко понижается температура окружающей среды. При полном затмении становятся видны солнечная хромосфера и корона. На границе полной фазы затмения можно заметить такие эффекты, как чётки Бейли и бриллиантовое кольцо. Во время частной фазы изменяется вид теней, а при приближении к полной фазе могут наблюдаться теневые волны. Животные и растения чаще всего реагируют на полное затмение как на наступление ночи и могут испытывать беспокойство.

## Описание явления

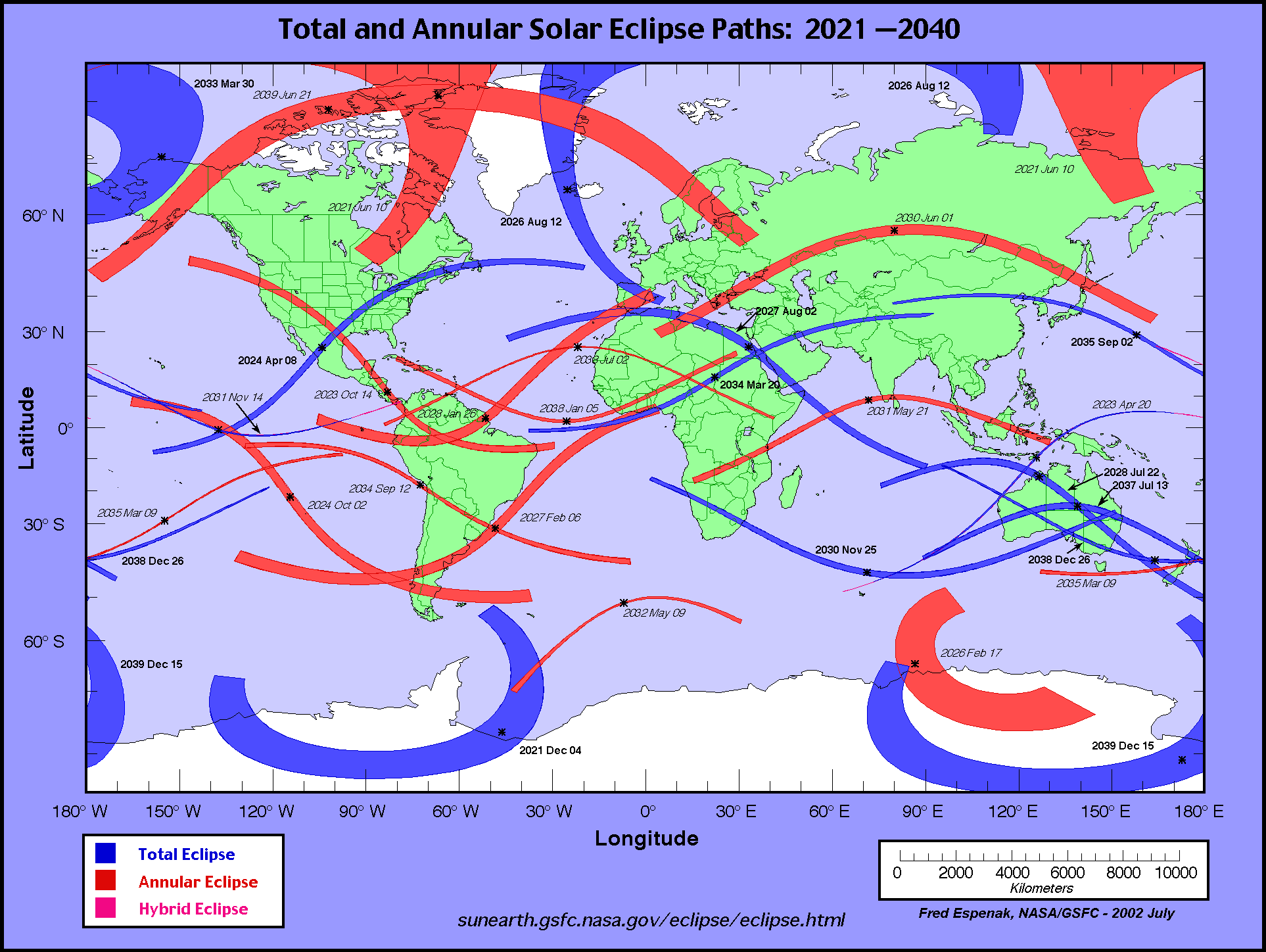
Полосы тени для полных и кольцеобразных затмений (синий и красный соответственно) с 2021 до 2040 года

Движение лунной тени и полутени по поверхности Земли во время солнечного затмения 1 августа 2008 года. Затемнённое пятно круглой формы обозначает полутень, чёрная точка в центре пятна показывает тень. Медленно движущееся по часовой стрелке затемнение обозначает ночную сторону Земли

При солнечном затмении на части поверхности Земли наблюдается частичное или полное покрытие диска Солнца диском Луны. Иными словами, полутень или тень Луны проходит по части поверхности Земли. Это возможно, когда Луна оказывается точно между Землёй и Солнцем, то есть только в новолуние, причём не в каждое, а только тогда, когда Луна оказывается вблизи плоскости эклиптики.
Часть пространства, в которой Луна закрывает весь свет от Солнца, называется тенью, она имеет форму конуса, а наблюдатель в тени видит стадию полного солнечного затмения. Та часть, в которой свет Солнца закрыт Луной частично, называется полутенью, а наблюдатель в полутени видит стадию частного затмения. Также используется понятие «антитень» (англ. antumbra) — это область, которая представляет собой продолжение тени в область, более далёкую, чем вершина конуса лунной тени. Для наблюдателя в антитени Луна не покрывает диск Солнца полностью из-за меньшего углового размера, а находится целиком на его фоне. Таким образом, часть диска Солнца, не закрытая Луной, приобретает форму кольца, и наблюдатель видит стадию кольцеобразного затмения.
Угловые размеры Луны и Солнца почти совпадают, при этом орбиты и Земли вокруг Солнца, и Луны вокруг Земли — эллиптические, так что расстояние от Земли до Луны и до Солнца меняется. Вследствие этого угловые размеры Луны могут оказываться больше или меньше угловых размеров Солнца, а при затмениях вершина конуса лунной тени может доходить, а может и не доходить до Земли. В любом случае диаметр сечения конуса лунной тени на поверхности Земли не может превышать 270 км, поэтому в определённый момент времени стадия полного солнечного затмения видна только в области небольшого размера. Диаметр полутени вблизи Земли значительно больше и составляет около 6400 км — из области, на которую попадает полутень, можно наблюдать частные фазы, и чем ближе наблюдатель в полутени к оси конуса тени, тем бо́льшая часть диска Солнца будет закрыта Луной для наблюдателя. При некоторых затмениях только полутень падает на поверхность Земли, а конус тени и антитень проходят мимо неё, и на Земле можно видеть только стадию частного затмения.
На других планетах Солнечной системы (кроме Меркурия и Венеры, так как у них нет спутников) также возможны солнечные затмения: кольцеобразные затмения на Марсе и полные затмения на Юпитере, Сатурне, Уране и Нептуне. На Плутоне тоже возможны полные затмения. Кроме того, возможны полные затмения Солнца Землёй на Луне (при этом в этот момент с Земли наблюдаются лунные затмения) и на других спутниках Солнечной системы, когда те оказываются в тени своей планеты.

### Процесс затмения

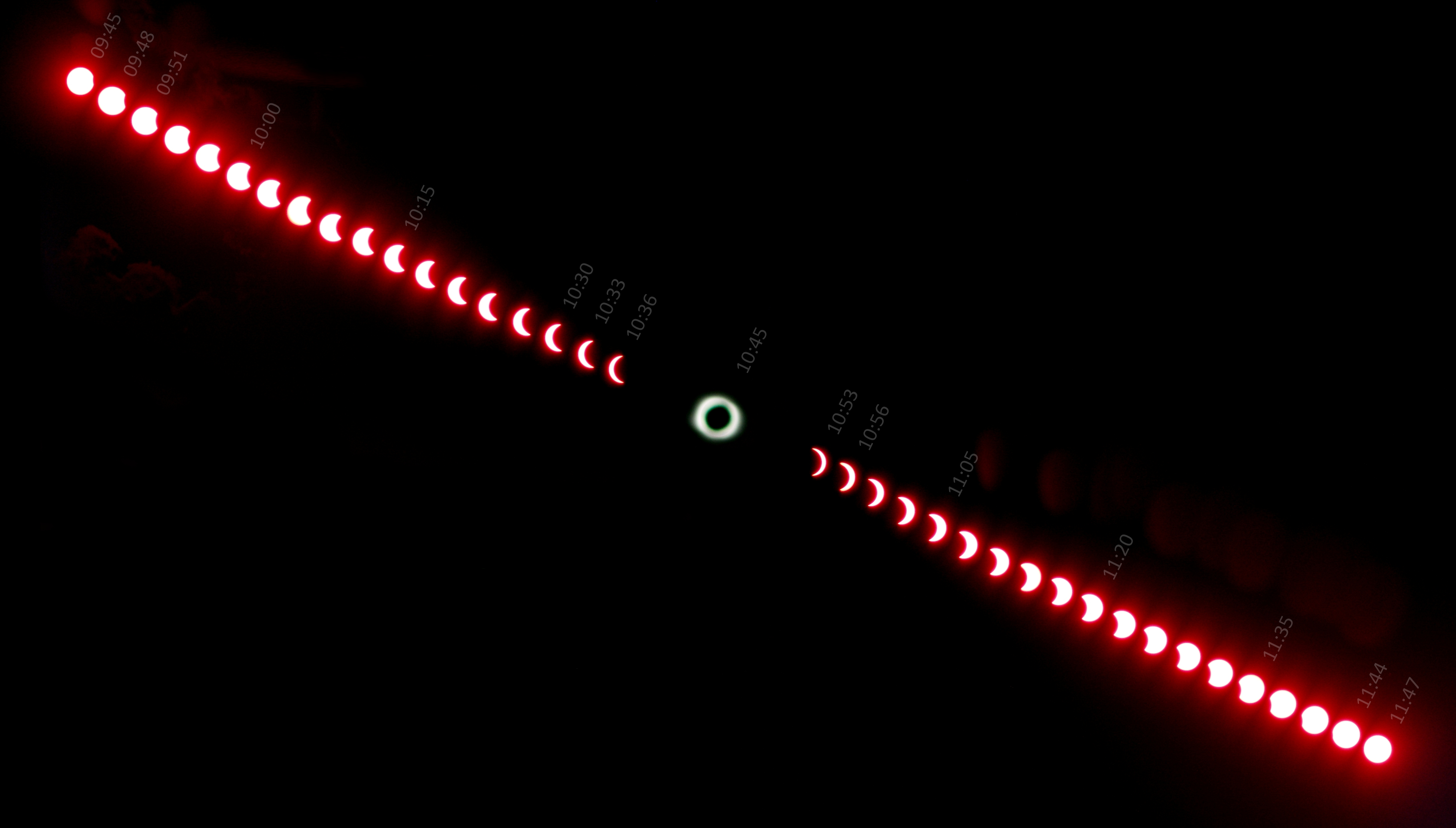
Фотографии Солнца во время солнечного затмения 1 августа 2008 года, сделанные с интервалом в 3 минуты

Из-за движения Луны и вращения Земли область, где видно затмение, перемещается с запада на восток. Часть поверхности Земли, на которой в течение затмения можно в какой-то момент наблюдать полную фазу, имеет вид полосы, которая может достигать в длину нескольких тысяч километров и называется полосой тени.
При наблюдении из определённой точки солнечное затмение начинается с западного края диска Солнца. В начале затмения на нём появляется ущерб, который имеет размер и форму дуги окружности диска Луны. Со временем ущерб увеличивается, а Солнце принимает форму тонкого серпа. Если Солнце оказывается полностью покрыто Луной, то начинается стадия полного затмения либо, если Луна оказывается полностью на фоне диска Солнца, — стадия кольцеобразного затмения. После окончания полной или кольцеобразной фазы Луна сходит с диска Солнца, тонкий серп Солнца увеличивается, и в конце концов затмение заканчивается.
В определённой точке стадия полного затмения может наблюдаться не более 7 минут 32 секунд, а чаще всего — 2—3 минуты. Стадия кольцеобразного затмения может наблюдаться примерно до 12 с половиной минут. Всё затмение целиком, включая частные фазы, может длиться до 3,5 часов. Момент начала частного затмения называется первым контактом, момент начала полной или кольцеобразной фазы — вторым контактом, а момент её окончания — третьим. Момент окончания частного затмения называется четвёртым контактом.

## Классификация
Наблюдателем в определённый момент в определённой точке могут отмечаться частная, полная или кольцеобразная фазы затмения. Похожим образом можно классифицировать и затмения в целом. Затмение называют частным, если в течение затмения нигде на Земле нельзя наблюдать полную или кольцеобразную фазу затмения, а видна только частная. Соответственно, затмение называют полным, если во время затмения где-то на Земле можно наблюдать полную фазу, и кольцеобразным — если где-то можно наблюдать только кольцеобразную фазу. Также существует более редкий тип — гибридные затмения, также известные как кольцеобразно-полные, при которых в какой-то момент времени можно наблюдать полную фазу, а в другой момент — кольцеобразную. Полные, кольцеобразные и гибридные затмения также объединяют общим термином «теневые затмения».
Другой критерий классификации основан на том, проходит ли ось конуса лунной тени через Землю. При нецентральном затмении ось конуса лунной тени проходит мимо Земли, так что все частные затмения являются нецентральными. При этом не все нецентральные затмения являются частными: возможна ситуация, когда ось конуса лунной тени проходит вблизи поверхности Земли, и сам конус тени или антитени «задевает» Землю — в этом случае происходит полное, кольцеобразное или гибридное затмения. Такой частный случай называется односторонним нецентральным затмением (англ. one limit non-central eclipse). При центральных затмениях ось конуса лунной тени пересекает Землю, поэтому все такие затмения являются полными, кольцеобразными или гибридными. Частный случай центрального затмения — одностороннее центральное затмение (англ. one limit central eclipse), при котором часть конуса тени или антитени проходит мимо Земли. В среднем 35 % солнечных затмений оказываются частными, 27 % полными, 33 % кольцеобразными и 5 % ― гибридными.

Фотографии разных солнечных затмений
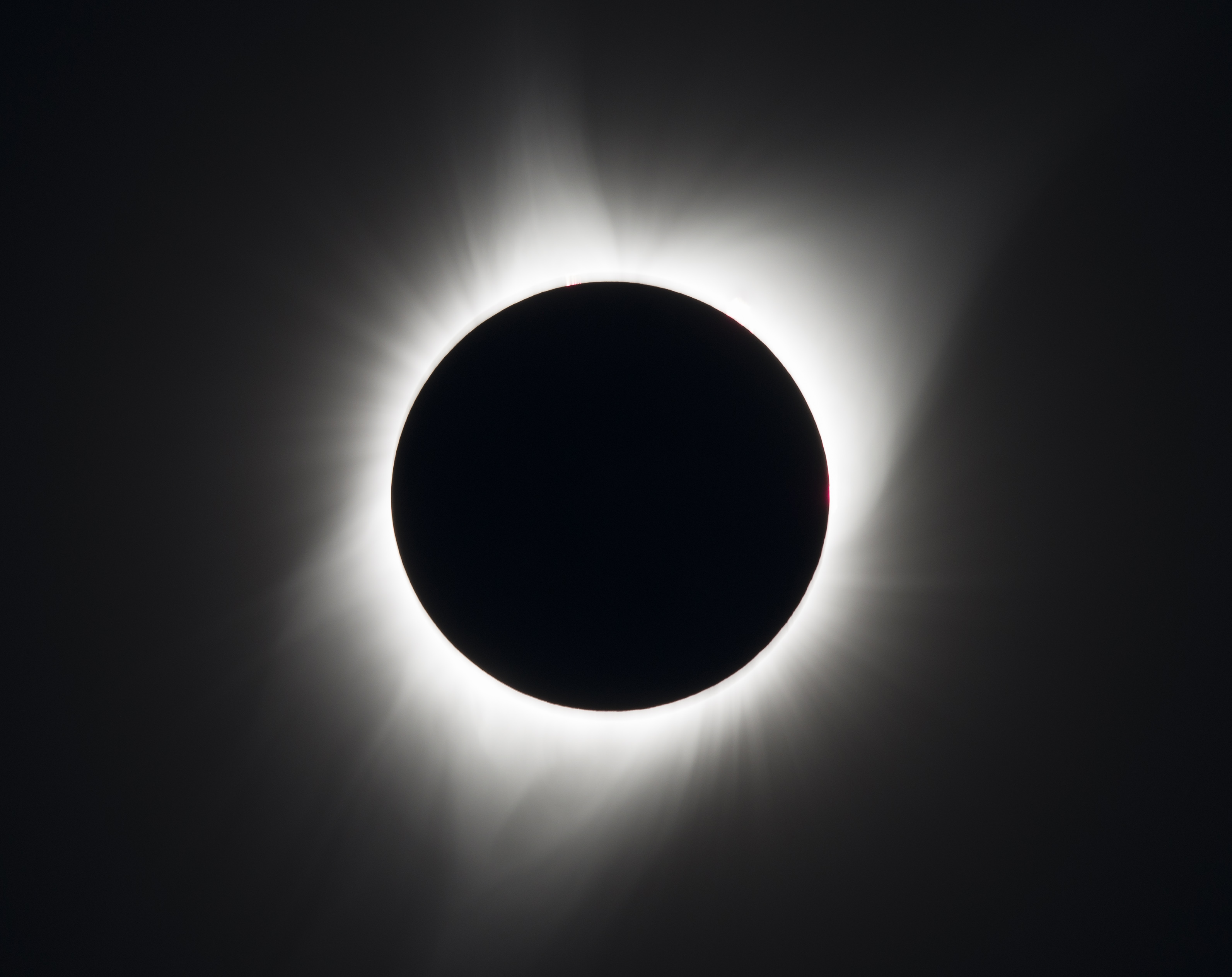
Полное солнечное затмение 21 августа 2017 года в штате Орегон, США. Хотя диск Солнца полностью закрыт, видна тусклая солнечная корона, которая обычно не видна на фоне яркого Солнца
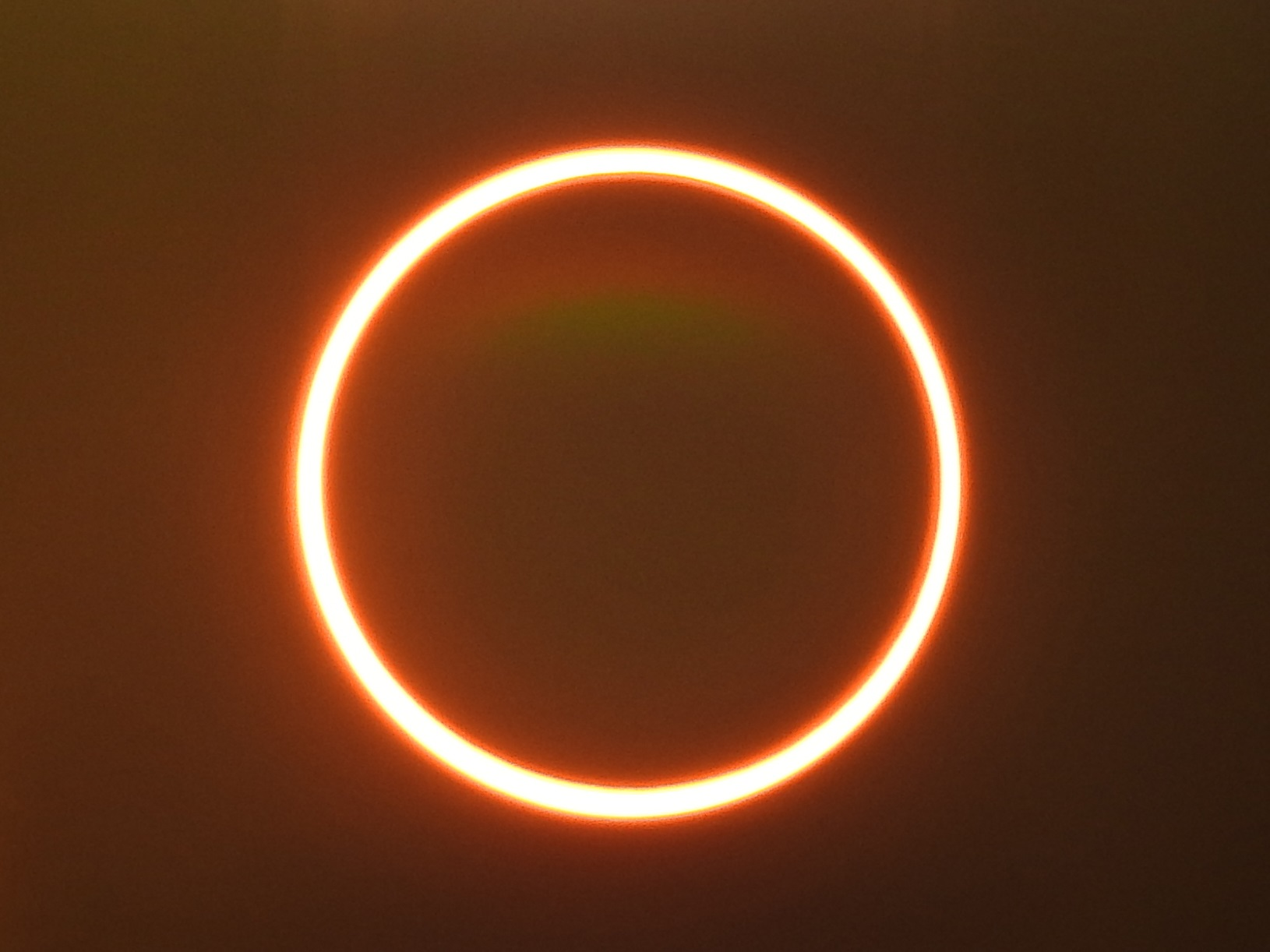
Кольцеобразное солнечное затмение 26 декабря 2019 года в г. Джафна, Шри-Ланка
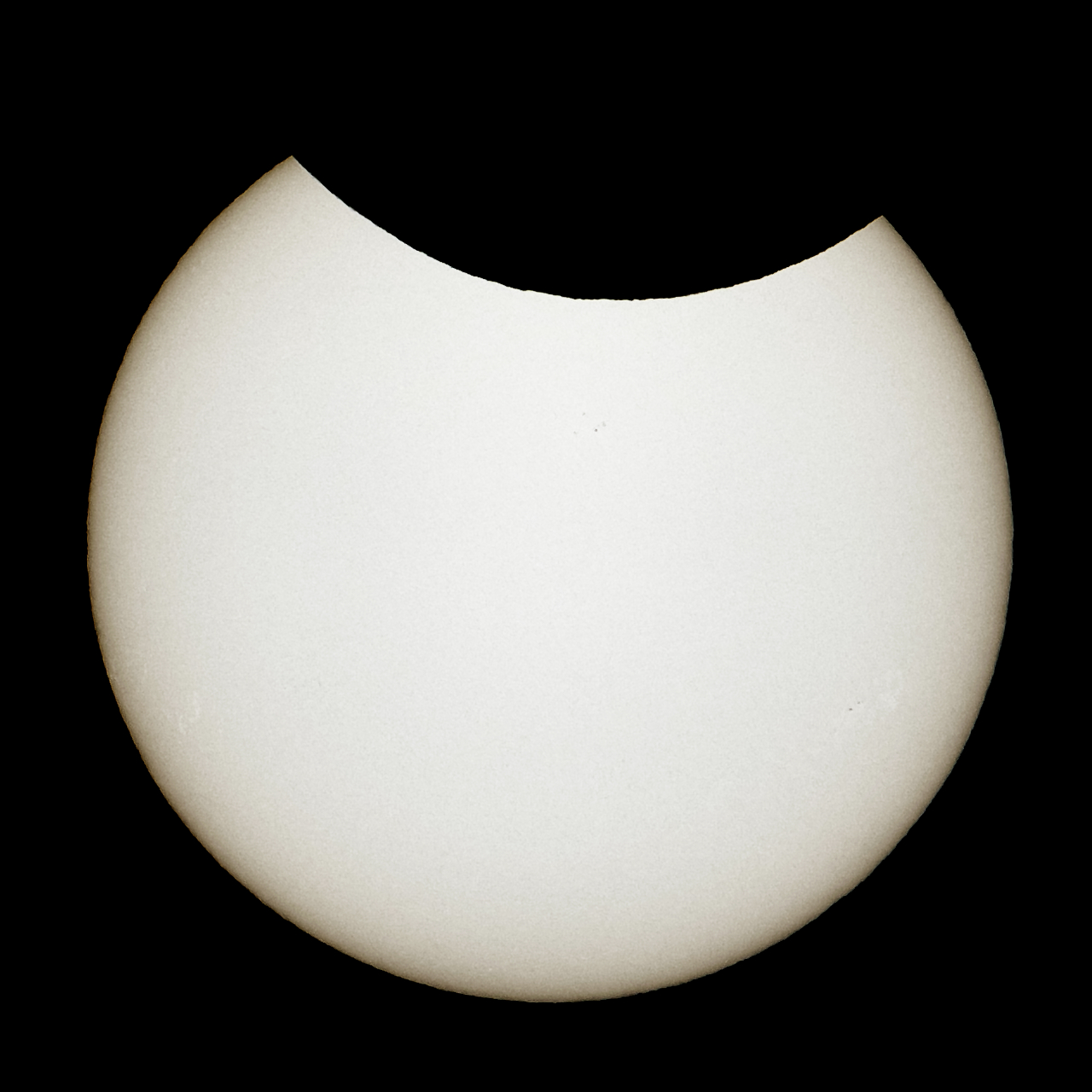
Частное солнечное затмение 10 июня 2021 года в Берлине с покрытием в 13%
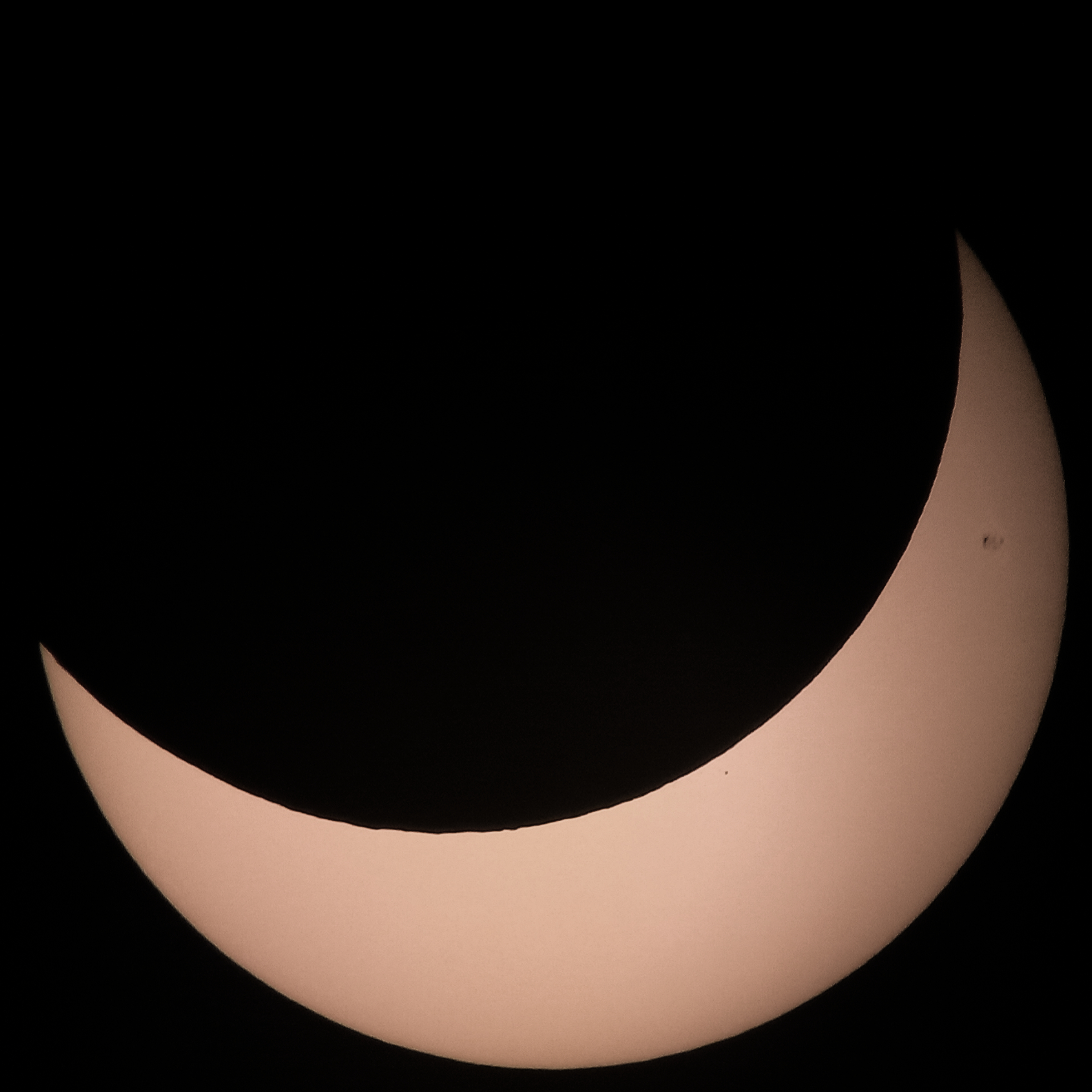
Частное солнечное затмение 25 октября 2022 года в Саратове с покрытием более 2/3 площади Солнца
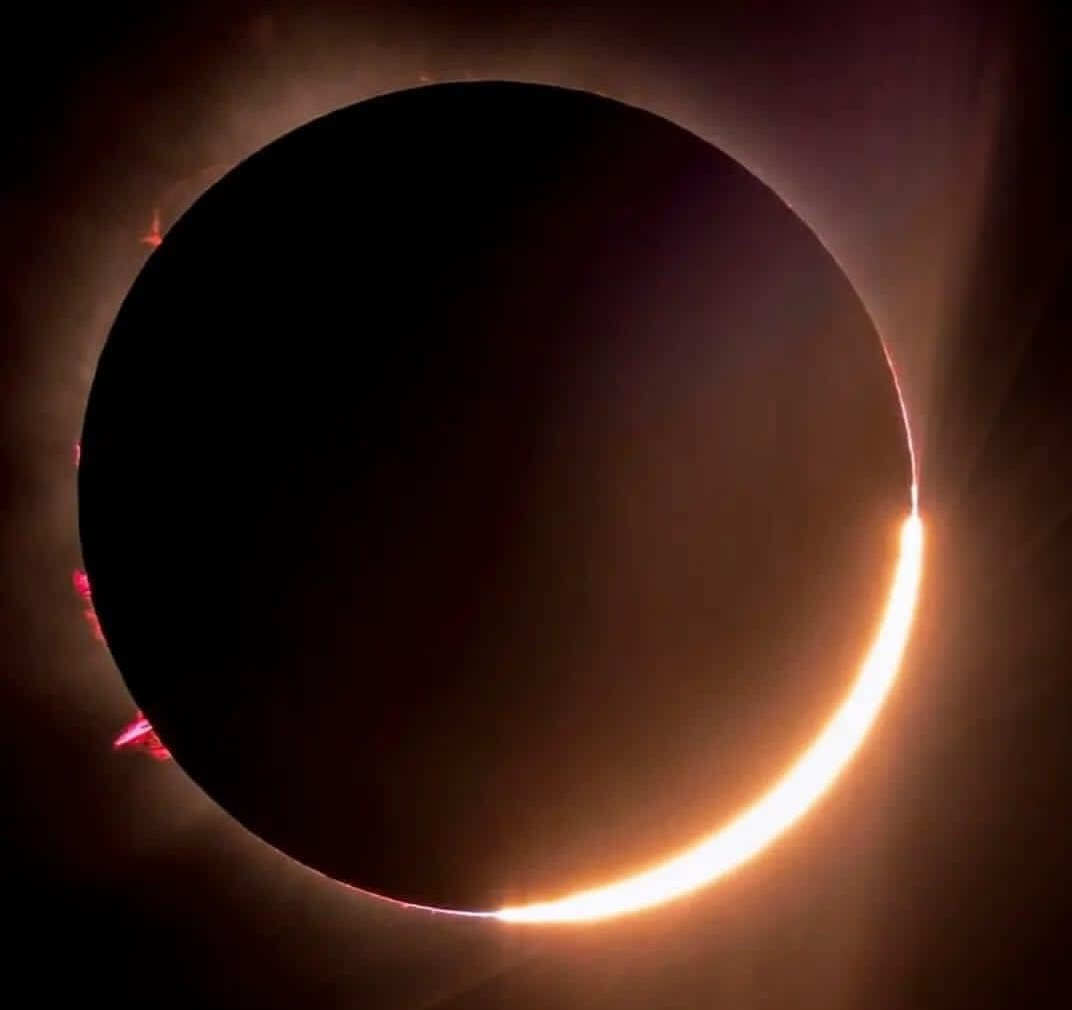
Частная фаза гибридного солнечного затмения 20 апреля 2023 года в Восточном Тиморе с большой долей покрытия Солнца Луной

## Параметры затмений

### Геометрия затмения

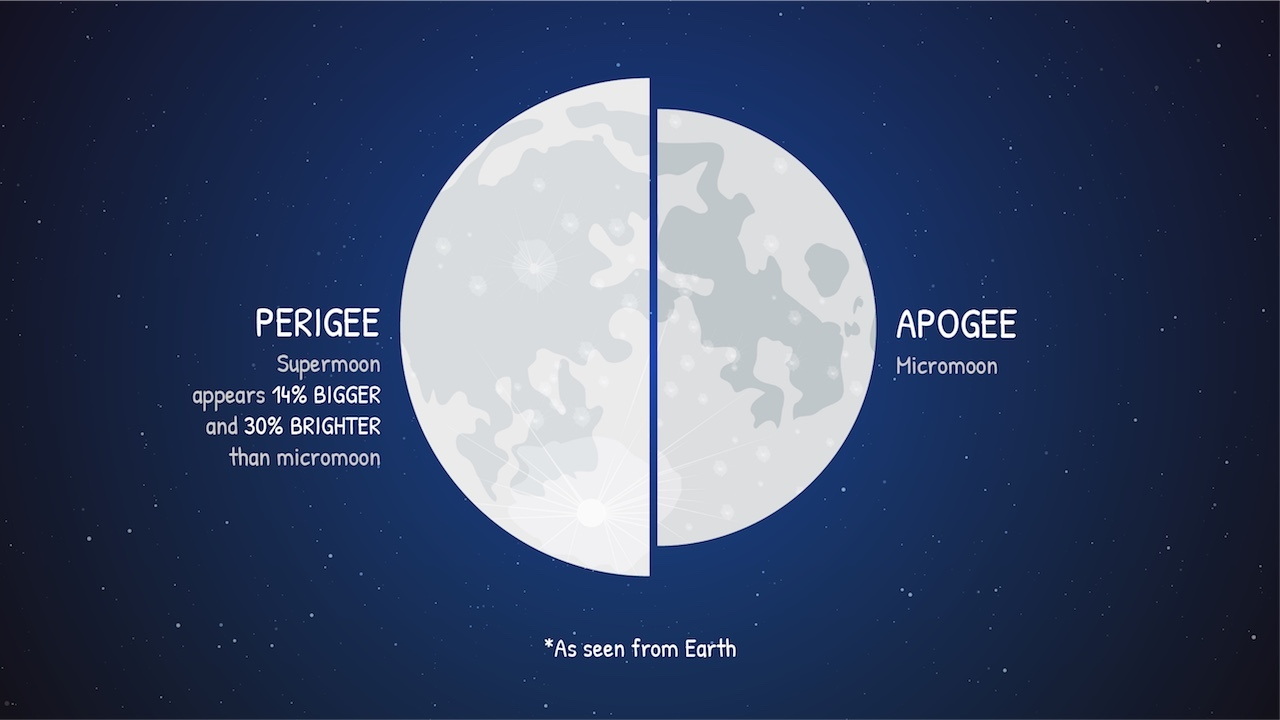
Схема, показывающая относительное различие максимальных и минимальных возможных угловых размеров Луны

Схема гибридного солнечного затмения, не в масштабе

Расстояние от Земли до Луны меняется в пределах от 356,4 до 406,7 тыс. км, а от Земли до Солнца — от 147,1 до 152,1 млн км. Ближе всего к Солнцу Земля оказывается каждый год 3—4 января, а дальше всего от Солнца — 4—5 июля. Таким образом, в среднем Луна примерно в 390 раз ближе к Земле, чем Солнце, и в 400 раз меньше: средний радиус Луны составляет 1737 км, а Солнца — 695,7 тыс. км. Поэтому угловые размеры Солнца и Луны при наблюдении с Земли очень близки, причём в зависимости от условий угловой размер Луны может быть как больше, так и меньше, чем у Солнца. Угловой размер Луны варьируется от 29′23″ до 33′32″, если отсчитывать его из центра Земли, однако с учётом того, что наблюдатель находится на поверхности Земли, радиус которой составляет 6371 км, расстояние до Луны может быть меньше на эту величину, а угловой размер Луны может достигать 34′09″. Угловой размер Солнца варьируется от 31′28″ в афелии до 32′32″ в перигелии.
Таким образом, если Луна относительно близко к Земле, а Солнце далеко, то угловой размер Луны превышает угловой размер Солнца, и происходит полное солнечное затмение. Наоборот, если Луна относительно далеко, а Солнце близко, то угловой размер Луны меньше, чем у Солнца, и происходит кольцеобразное затмение. Можно выразить это другим образом: длина конуса лунной тени в среднем составляет 374 тыс. км, так что вершина конуса лунной тени не всегда достигает поверхности Земли. В случае если Луна оказывается на максимальном расстоянии, а Солнце ― на минимальном, то конус лунной тени не доходит до центра Земли на 39,4 тыс. км, угловые размеры Луны оказываются значительно меньше, чем у Солнца, и может произойти кольцеобразное затмение. Если Луна на минимальном расстоянии, а Солнце на максимальном ― то конус лунной тени «заходит» за центр Земли на 23,5 тыс. км, и для наблюдателей на поверхности Земли может произойти полное затмение.
Гибридные солнечные затмения, при которых где-то на Земле наблюдается полное затмение, а где-то ― кольцеобразное, происходят из-за того, что поверхность Земли имеет кривизну. Может произойти так, что вершина конуса лунной тени во время части затмения достигает поверхности Земли, а в остальное время ― не достигает. В большинстве случаев кольцеобразная фаза наблюдается в начале и в конце затмения, а полная фаза ― в середине, но возможно и такое, что в начале затмения наблюдается кольцеобразная фаза, а в конце ― полная, или наоборот.
Для расчёта и прогнозирования условий наблюдения солнечных затмений на Земле используются элементы Бесселя, которые названы так в честь немецкого математика и астронома Фридриха Бесселя. Элементы Бесселя описывают движение тени Луны на специально выбранной плоскости, называемой фундаментальной. Эта плоскость проходит через центр Земли и перпендикулярна линии, соединяющей центры Земли и Луны. Одним из преимуществ выбора этой плоскости является то, что сечение конуса тени этой плоскостью всегда представляет собой круг, и отсутствует искажение перспективы. На практике для описания солнечных затмений часто используются элементы Бесселя, опубликованные Центром космических полётов Годдарда НАСА в полиномиальной форме.

### Максимальное затмение
Для солнечного затмения можно определить момент максимального затмения, в который ось конуса лунной тени проходит ближе всего к центру Земли. Соответственно, точка на поверхности Земли, через которую в этот момент проходит ось конуса тени, называется точкой максимального затмения. Если ось конуса тени не пересекает Землю, как, например, при частных затмениях, то точкой максимального затмения считается точка на Земле, ближайшая к оси конуса тени. Различные параметры затмения принято указывать для точки и момента максимального затмения, в частности, для полных солнечных затмений максимальная фаза затмения и наибольшая продолжительность достигаются ближе всего к точке и к моменту максимального затмения.

### Фаза
Фазой солнечного затмения (иногда величиной затмения) называют долю диаметра солнечного диска, которую покрывает Луна, а при полной или кольцеобразной стадии затмения фаза определяется как отношение диаметра Луны к диаметру Солнца. Максимальная фаза затмения достигается ближе всего к точке и моменту максимального затмения (см. выше). Таким образом, фаза полных и гибридных затмений превышает единицу или равна ей, а кольцеобразных и частных — меньше единицы. В области, где видно частное затмение, чем ближе наблюдатель к оси конуса тени, тем больше фаза затмения для него.
Доля площади диска Солнца, покрытая Луной, называется затемнением (англ. obscuration) и не совпадает с фазой затмения.

На изображении часть диаметра Солнца, не покрытая Луной, обозначается {\displaystyle t}. Тогда фаза затмения составляет {\displaystyle 1-t}, а затемнение {\displaystyle f}. График приведён для случая равенства угловых размеров Солнца и Луны
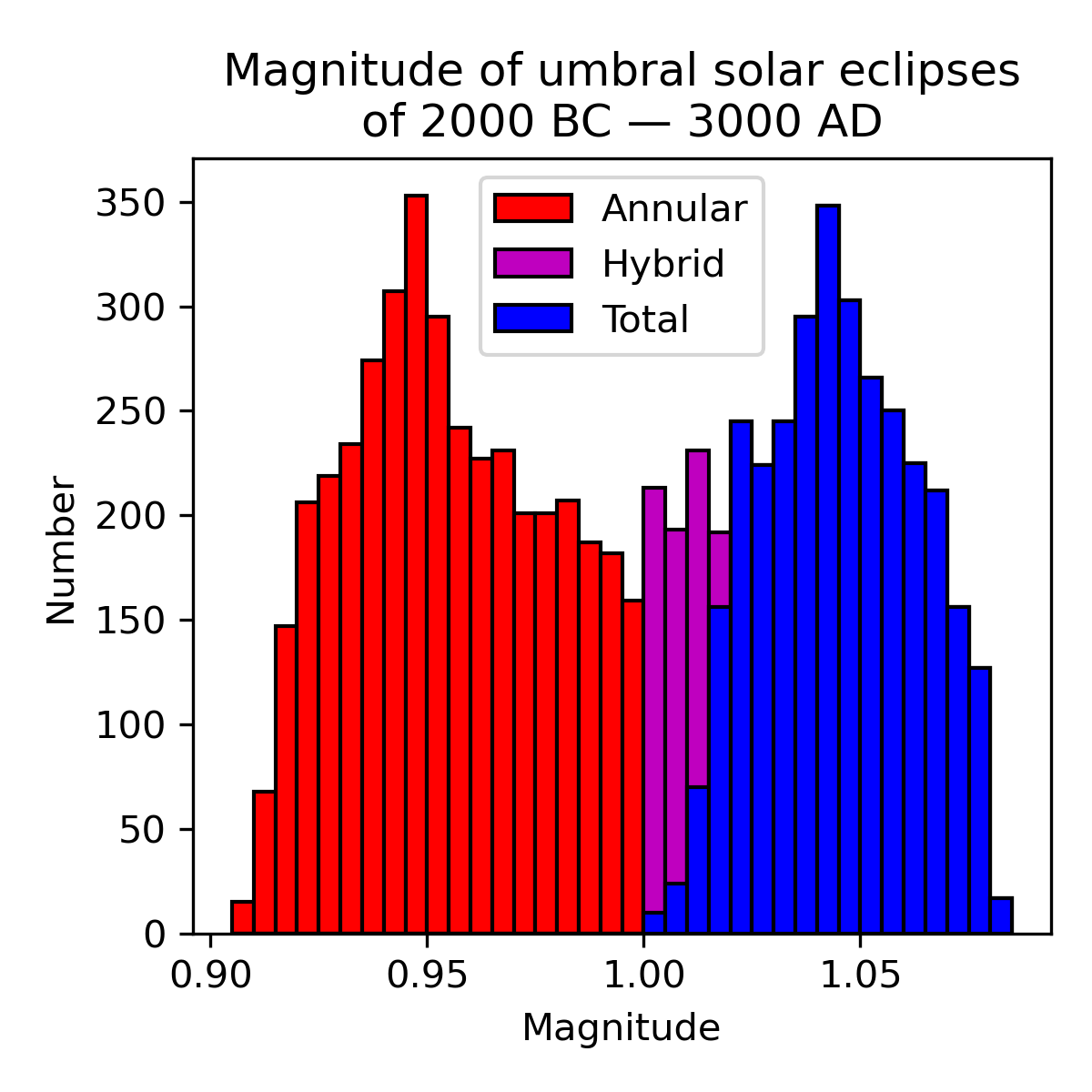
Распределение солнечных затмений, кроме частных, по максимальной фазе в период с 2000 года до н. э. по 3000 год. Красным обозначены кольцеобразные затмения, синим — полные, фиолетовым — гибридные

### Ширина полосы тени

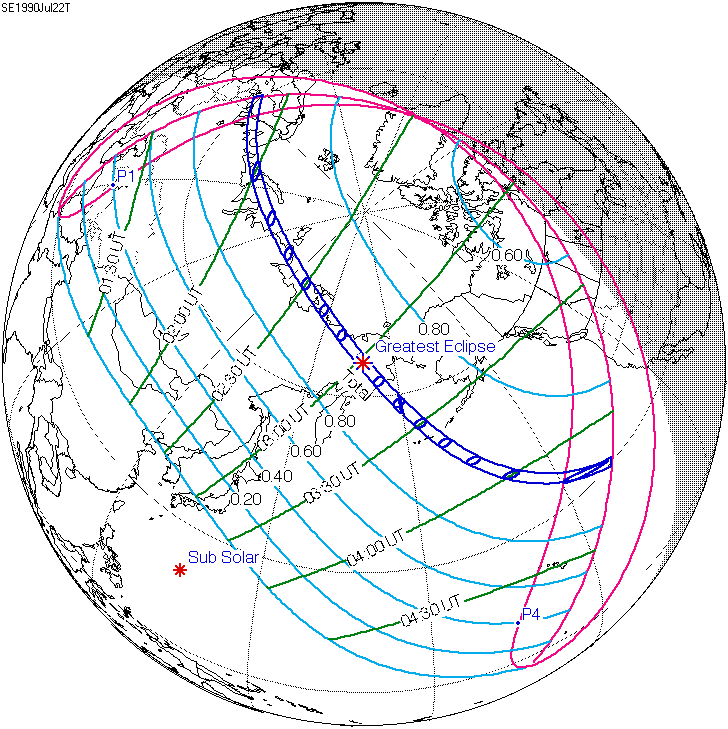
Карта полного солнечного затмения 22 июля 1990 года. Синяя полоса показывает полосу тени, а эллипсы на ней — положение тени на поверхности Земли в определённые моменты. Также показаны наибольшие значения фазы, которые можно наблюдать из разных точек, и моменты их наступления

Поскольку вершина конуса лунной тени в некоторых случаях не достигает поверхности Земли, а в некоторых случаях заходит далеко за неё (см. выше), размер сечения конуса тени поверхностью Земли может быть различным. В случае, когда конус лунной тени «заходит» за центр Земли на максимальное расстояние 23,5 тыс. км, наблюдается полное затмение с большой фазой, а диаметр конуса полной тени у поверхности Земли оказывается максимальным и составляет 273 км. Если же конус тени не доходит до центра Земли на наибольшее возможное значение в 39,4 тыс. км, то происходит кольцеобразное затмение с небольшой фазой, а диаметр конуса антитени у поверхности Земли составляет 374 км. В случае, когда угловые размеры Луны и Солнца оказываются строго одинаковыми при наблюдении из определённой точки Земли, как это случается при гибридных затмениях, диаметр конуса тени становится нулевым. При этом если тень Луны попадает на поверхность Земли вблизи линии терминатора, или, что равносильно, полная или кольцеобразная стадия наблюдается низко над горизонтом, то тень, проецируясь на наклонённую к её оси поверхность Земли, вытягивается и приобретает форму вытянутого эллипса.

### Продолжительность
Продолжительность полной или кольцеобразной фазы затмения при наблюдении из определённой точки тесно связана с размером тени и со скоростью её движения. Чем больше ширина полосы тени или антитени и чем ниже её скорость, тем продолжительнее полная или кольцеобразная фаза. Средняя скорость движения Луны по орбите вокруг Земли составляет 1020 м/с, а скорость движения лунной тени относительно центра Земли — 940 м/с. При этом Земля вращается вокруг своей оси в том же направлении, с экваториальной скоростью 460 м/с. Таким образом, скорость движения лунной тени по земной поверхности может достигать минимального значения 480 м/с, если точка, где наблюдается затмение, находится на экваторе и движется строго в том же направлении, что и тень Луны. Ширина полосы тени полного затмения может достигать 273 км, а кольцеобразного — 374 км (см. выше). Учитывая оба фактора, можно сделать вывод, что максимальная продолжительность полного затмения может составлять 7 минут 32 секунды, а кольцеобразного — 12 минут 29 секунд.
На продолжительность затмения влияет и расстояние наблюдателя от центральной линии — кривой на поверхности Земли, которая образуется пересечениями оси конуса лунной тени с поверхностью планеты в каждый момент затмения. Максимальная продолжительность затмения достигается именно на центральной линии, а на границе полосы тени продолжительность снижается до нуля. Если ширина полосы тени в какой-то части равна {\displaystyle W}, а продолжительность в той же части на центральной линии равна {\displaystyle t_{c}}, то в точке на расстоянии {\displaystyle D} от центральной линии длительность затмения {\displaystyle t} можно выразить как {\textstyle t=t_{c}{\sqrt {1-(2D/W)^{2}}}}. Таким образом, на половине расстояния от центральной линии до границы полосы тени продолжительность полной или кольцеобразной фазы составит 87 % от максимальной.
Для полных затмений точка, где наблюдается их максимальная продолжительность, практически не отличается от точки максимального затмения. Для кольцеобразных затмений ситуация сложнее и зависит от фазы и продолжительности затмения. Поскольку в точке максимального затмения наблюдатель находится ближе всего к Луне, то ширина полосы тени в этой точке становится меньше, чем вдали от точки максимального затмения. Если продолжительность затмения составляет меньше, чем приблизительно 2,3 минуты, то этот фактор — ширина полосы тени — играет более важную роль, чем замедление движения тени относительно поверхности Земли из-за вращения последней, таким образом, в точке максимального затмения продолжительность оказывается минимальной. Если же кольцеобразное затмение имеет продолжительность более 2,3 минуты, то наибольшая продолжительность достигается вблизи точки максимального затмения.

### Гамма

Иллюстрация параметра гаммы: конус лунной тени проходит в 0,75 от центра Земли. Так как он проходит севернее центра, гамма больше нуля

Гамма — параметр, который описывает, насколько центральным является затмение. Гамма равняется минимальному расстоянию от оси лунной тени до центра Земли в момент максимального затмения, выраженному в экваториальных радиусах планеты. Если конус лунной тени проходит к югу от центра Земли, то гамма считается отрицательной, а если к северу — положительной. Если абсолютное значение гаммы составляет менее 0,997, то происходит центральное затмение — отличие граничной величины от единицы вызвано сплюснутостью Земли у полюсов, а если больше — то нецентральное. При этом если гамма по модулю больше 0,997, но меньше 1,026, то возможно, что тень или антитень Луны касается Земли, и происходит нецентральное полное или кольцеобразное затмение. Частное затмение происходит, если гамма по модулю не превышает приблизительно 1,55 (точное значение варьируется в пределах ±0,02 и зависит от конфигурации Земли, Луны и Солнца). Если же в момент новолуния гамма по модулю превышает эту величину, то затмения, даже частного, не случается.

## Периодичность затмений

### Условия наступления затмений

Геометрическое построение, связывающее максимальную возможную эклиптическую широту Луны, при которой затмение возможно, с угловыми размерами и горизонтальными параллаксами Луны и Солнца

Если бы орбита Луны находилась в плоскости эклиптики, в которой всегда находится Солнце, то при каждом новолунии случалось бы солнечное затмение. Однако в действительности орбита Луны наклонена к плоскости эклиптики в среднем на 5,1°, поэтому в новолуние диск Луны на небесной сфере может пройти «выше» или «ниже» диска Солнца, и затмения не произойдёт.
Можно определить максимальное возможное абсолютное значение эклиптической широты Луны в новолуние, при котором происходит хотя бы частное солнечное затмение. Эта величина связана с угловыми размерами Луны и Солнца и с их горизонтальными параллаксами и составляет 88,7′ для средних значений этих величин. Чтобы иметь такую эклиптическую широту, Луна должна находиться вблизи узла своей орбиты, а именно менее чем в 16,5° от него. Точное значение этой величины может варьироваться от 15,4° до 18,6° из-за эксцентриситетов орбит Земли и Луны. При этом Луна может находиться с любой стороны от узла орбиты, кроме того, узлов орбиты два: восходящий и нисходящий, так что на эклиптике можно выделить две области ― «эффективные зоны» длиной по 33°. В центре каждой из двух эффективных зон находится узел орбиты, и если в этих зонах случается новолуние, то происходит и затмение. При этом плоскость орбиты Луны прецессирует, так что вместе с ней смещаются и узлы орбиты, и эффективные зоны — они движутся со скоростью 19° в год навстречу движению Солнца.

### Частота затмений

За срок около года (точнее, за драконический год) наступает два сезона затмений

Солнце совершает видимое годичное движение по эклиптике с угловой скоростью примерно 59′ в сутки, проходя полный круг за 365,2425 суток. Из-за движения узлов лунной орбиты навстречу Солнцу оно возвращается к тому же узлу орбиты Луны за меньший период в 346,62 суток, называемый драконическим годом. Одну «эффективную зону» Солнце проходит за 34 дня ― период, называемый сезоном затмений. В то же время новолуния происходят с интервалом в синодический месяц, средняя продолжительность которого составляет 29,53 суток, поэтому в каждый сезон затмений происходит хотя бы одно новолуние. Может произойти и два новолуния, если первое произошло в самом начале сезона затмений.
Пройдя один узел лунной орбиты, Солнце доходит до другого узла за 173,3 суток. Так как этот период составляет меньше половины года, в течение года случается хотя бы два сезона затмений. Оказавшись в начале года вблизи узла, Солнце вернётся в тот же узел в конце года. Поэтому существует редкая возможность случиться пяти солнечным затмениям за один год: в один сезон затмений в начале года происходит два затмения с интервалом в месяц, затем два затмения происходят в следующий сезон затмений в середине года, и пятое затмение происходит в конце года, через 354 суток после первого. Последний раз такое случилось в 1935 году, когда затмения произошли 5 января, 3 февраля, 30 июня, 30 июля и 25 декабря, а в следующий раз такое будет в 2206 году. Таким образом, в течение года может быть от 2 до 5 солнечных затмений.
Между двумя последовательными затмениями может пройти 1, 5 или 6 синодических месяцев. Два затмения могут произойти с интервалом в один синодический месяц, при этом в обоих случаях Луна и Солнце будут находиться на краю «эффективной зоны». В подавляющем большинстве случаев оба затмения будут частными, но иногда одно затмение в паре может быть частным, а другое — полным.
В среднем происходит 2,38 солнечных затмения в год, из которых 0,84 ― частные, а за столетие происходит от 222 до 255 солнечных затмений. За период в 5000 лет, с 2000 года до н. э. по 3000 год н. э., произойдёт 11 898 затмений — в большинстве случаев, в 3625 годах из всего периода, за год произойдёт 2 затмения, а 5 затмений в год случится только в 25 годах из этого периода. Среди всех пар последовательных затмений 66 % будут разделены периодом в 6 синодических месяцев, 23 % ― 5 месяцами, и 11 % произойдут с периодом в месяц. Из 1361 пары затмений, разделённых периодом в один месяц, только в 14 случаях одно из затмений будет не частным, а полным. В XXI веке таких пар не будет: последняя такая пара случилась в мае и июне 1928 года, следующая произойдёт в июле и августе 2195 года.
В определённой точке земной поверхности затмения в большой фазе происходят достаточно редко, ещё реже наблюдаются полные солнечные затмения. Из-за узости полосы тени при каждом затмении полная фаза может наблюдаться из определённой точки Земли в среднем раз в 200—300 лет. Так, например, в Париже за период с 1500 по 2000 год произошло 204 частных затмения, из них 39 имели фазу 0,75 и более. У 4 затмений наблюдалась кольцеобразная фаза, ещё у 1 — полная. Территорию Москвы с XII века «посетили» четыре полных затмения: в 1140, 1415, 1476 и 1887 годах, а следующее полное затмение ожидается 16 октября 2126 года. При этом иногда два полных затмения, происходящих через небольшой промежуток времени, можно наблюдать из одной и той же точки на Земле: например, полные фазы затмений 1999 и 2006 года можно было наблюдать в центральной части Турции, полные фазы затмений 2006 и 2008 годов — в Горно-Алтайске, а затмения 2017 и 2024 годов — в США, в южной части штата Иллинойс.

### Связь с лунными затмениями
Понятие сезона затмений можно аналогичным образом применить и к лунным затмениям. Если Луна оказывается вблизи узла своей орбиты, но не в новолуние, а в полнолуние, то происходит не солнечное, а лунное затмение. При этом в течение сезона затмений обязательно происходит хотя бы одно полнолуние. Таким образом, при солнечном затмении приблизительно двумя неделями позднее или раньше случается лунное затмение. Возможны и такие ситуации, когда в течение одного сезона затмений с интервалом в месяц случаются два солнечных затмения, а между ними ― лунное, или же два лунных затмения, а между ними — солнечное.

### Циклы затмений
Последовательные затмения чаще всего не похожи друг на друга по своим параметрам и обычно даже имеют разный тип, кроме того, число месяцев, разделяющих соседние затмения в последовательности, меняется на первый взгляд непредсказуемым образом. Поэтому тот факт, что между двумя последовательными затмениями могут пройти 1, 5 или 6 синодических месяцев, сам по себе не даёт возможности, например, предсказывать будущие затмения.
Для того чтобы затмение повторилось через определённый промежуток времени, Луна должна через тот же интервал одновременно снова оказаться в новолунии и вблизи узла. Количественно это требование можно выразить так, что определённый промежуток времени должен оказаться равным целому числу синодических и драконических месяцев. Синодический месяц равен периоду повторения фаз Луны и длится 29,53 суток, а драконический равен периоду, через который Луна проходит один и тот же узел орбиты, — он равен 27,21 суток. Промежуток времени, удовлетворяющий вышеназванному условию с достаточной точностью, называется циклом затмений, а затмения повторяются приблизительно в том же порядке с таким периодом. Наиболее известным циклом затмений является сарос (см. ниже), длительность которого составляет чуть больше 18 лет, и он включает в себя 223 синодических месяца и 242 драконических. В цикле затмений может быть и полуцелое число драконических месяцев — это будет означать, что Луна оказывается не в том же узле орбиты, а в противоположном.
В циклах затмений всё же остаётся небольшое различие между целым числом драконических месяцев и синодических. Кроме того, каждый цикл затмений происходит дальнейшее некоторое смещение Луны относительно узла орбиты. Таким образом, последовательность затмений с интервалом в один цикл затмений оказывается не бесконечной и завершается, когда накапливается слишком большое смещение новолуния относительно узла орбиты. И наоборот, в определённый момент может начаться новая последовательность затмений, когда новолуние оказалось достаточно близко к узлу орбиты.
Кроме того, тот факт, что через цикл затмений Луна должна вновь оказаться в новолунии и вблизи узла орбиты, позволяет рассмотреть и другие условия: например, если Луна через цикл затмений оказывается приблизительно на том же расстоянии от Земли, это означает, что фаза оказывается похожей, а тип затмения, скорее всего, не меняется. Для этого цикл затмений должен быть равен ещё и целому числу аномалистических месяцев — этот промежуток времени равен периоду прохождения Луны через перигей и составляет 27,55 суток.
На практике для предсказания затмений нет необходимости пользоваться их циклами, поскольку параметры будущих затмений вычисляются напрямую с использованием лунных и солнечных эфемерид. Однако использование циклов затмений, таких как сарос и инекс, позволяет быстро оценить даты будущих и прошлых затмений, а также некоторые их параметры, не прибегая к точным вычислениям.
| Название                   | Кол-во синодических месяцев | Продолжительность |
| -------------------------- | --------------------------- | ----------------- |
| Месяц                      | 1                           | 1 месяц           |
| Короткий семестр           | 5                           | 5 месяцев         |
| Семестр                    | 6                           | 6 месяцев         |
| Тритос                     | 135                         | 11 лет − 1 месяц  |
| Сарос                      | 223                         | 18 лет + 11 дней  |
| Метонов цикл               | 235                         | 19 лет            |
| Инекс                      | 358                         | 29 лет − 20 дней  |
| Экселигмос (тройной сарос) | 669                         | 54 года + 33 дня  |

#### Сарос

Последовательность солнечных затмений 136-го цикла сароса

Сарос — наиболее известный и широко употребимый цикл затмений. Сарос равен 223 синодическим месяцам, что составляет 6585,32 суток, или 18 лет 11 дней 8 часов. Этот промежуток времени практически точно равен 242 драконическим месяцам (6585,36 суток) и близок к 239 аномалистическим месяцам (6585,54 суток), а также близок к целому числу лет. Это значит, что затмения, повторяющиеся через сарос, происходят в одном узле орбиты, а расстояние от Земли до Луны и до Солнца оказывается практически неизменным, а значит, и фаза затмения остаётся практически прежней. Однако число суток в саросе отличается от целого на 8 часов, а значит, затмения происходят в разное время дня и, следовательно, видны в разных частях Земли, со сдвигом по долготе около 120°. При этом период в три сароса, известный как экселигмос, близок к целому числу суток, поэтому полосы тени затмений, происходящих с таким интервалом, проходят достаточно близко друг к другу.
Поскольку сарос не точно совпадает с целым числом драконических месяцев, то в двух затмениях, повторяющихся через сарос, положение узла лунной орбиты относительно Луны меняется в среднем на 0,48° в направлении на восток. Таким образом, последовательность затмений, повторяющихся через сарос, не бесконечна ― её называют циклом сароса. Учитывая размер эффективных зон вокруг узлов, составляющий 33° (см. выше), можно получить длительность цикла сароса: из-за эллиптичности орбит Земли и Луны она непостоянна и может составлять от 1226 до 1551 года, и включать от 69 до 87 затмений. Для циклов сароса принята нумерация, например, на 2006 год были «активны» 39 циклов с номерами от 117 до 155.
Можно рассмотреть последовательность затмений одного цикла сароса ― для определённости пусть затмения происходят в нисходящем узле орбиты. Первые затмения цикла сароса происходят, когда Луна оказывается в 16,5° к востоку от узла орбиты, и в высоких южных широтах наблюдается частное затмение с небольшой фазой. В следующие затмения Луна смещается ближе к узлу орбиты, гамма увеличивается, происходят частные затмения с большей фазой, видимые на более северных широтах. После приблизительно 10 частных затмений в цикле сароса начинают происходить центральные затмения ― полные, кольцеобразные или гибридные ― сначала вблизи Южного полюса, но с каждым затмением полоса тени движется на север. Последние центральные затмения цикла можно наблюдать в северных широтах, а оканчивается цикл также приблизительно 10 частными затмениями со всё меньшей фазой, видимыми в высоких северных широтах. Наоборот, если затмения в цикле сароса происходят, когда Луна вблизи восходящего узла, то с каждым затмением гамма уменьшается, а полоса тени затмения движется на юг.

### Изменение параметров затмений со временем
Различные параметры затмений подвержены изменениям на промежутках порядка тысячелетий. Причины этих изменений включают в себя изменение эксцентриситета орбиты Земли и наклона оси Земли к эклиптике, а также смещение перигелия Земли. Например, эксцентриситет орбиты Земли составляет 0,0167, но в современную эпоху убывает и к 29500 году достигнет минимального значения 0,0023. Таким образом, орбита станет очень близка к круговой, и максимальная теоретически возможная продолжительность полных и кольцеобразных затмений уменьшится. Так, вблизи 2000 года максимальная продолжительность полной фазы составляет 7 минут 32 секунды, а кольцеобразной — 12 минут 29 секунд, а к 7000 году н. э. эти величины уменьшатся, соответственно, до 7 минут 2 секунд и 11 минут 15 секунд. Другой пример — изменение соотношения между синодическим, драконическим и аномалистическим месяцами: в результате этих изменений точность циклов затмений меняется. Например, в 2000 году за один сарос происходил сдвиг узла лунной орбиты относительно Луны на 0,48°, а в 3000 году до н. э. эта же величина составляла 0,45°. Таким образом, этот сдвиг медленно увеличивается, и количество затмений в одном цикле сароса медленно уменьшается.
Ещё одно обстоятельство состоит в том, что Луна постепенно удаляется от Земли — приблизительно на 3,8 см за год, а её период обращения увеличивается. Отдаление Луны со временем приведёт к тому, что её угловые размеры станут слишком малыми для того, чтобы полные солнечные затмения вообще были возможны — это должно произойти через 750 млн лет. Замедление вращения Луны, хоть и небольшое по величине, за длительные промежутки времени, порядка тысячелетий, приводит к заметному отклонению положения Луны от того, которое было бы при постоянном периоде обращения.

#### Неравномерность вращения Земли
Для расчёта движения Луны и Солнца по орбите и предсказания моментов и параметров затмений необходимо использовать равномерную шкалу времени — например, шкала времени TDT, основанная на атомных часах, с хорошей точностью может считаться таковой. Вращение Земли постепенно замедляется и происходит неравномерно, поэтому связанная с ним шкала времени также будет неравномерной: в качестве такой шкалы времени можно использовать всемирное время UT, основанное на среднем солнечном времени на нулевом меридиане. При этом именно от ориентации Земли в момент затмения зависит, в какой точке её поверхности затмение будет наблюдаться. Таким образом, для предсказания всех параметров затмения необходимо установить связь между равномерной шкалой времени и шкалой, связанной с вращением Земли.
Для выражения этой связи используется величина ΔT, равная разности времён TDT и UT. С начала XVII века производилось большое количество наблюдений, например, покрытий звёзд Луной, которые позволяют определить ΔT для тех времён, а ближе к современной эпохе ΔT стала измеряться при помощи атомных часов и наблюдений квазаров в радиодиапазоне. Однако для более давних времён, а также для будущего ΔT можно оценить лишь приблизительно, поскольку период вращения Земли меняется непредсказуемо, а ошибки становятся тем больше, чем дальше в прошлом или в будущем рассматриваемая эпоха. Например, для 1000 года до н. э. погрешность определения ΔT оценивается в 620 секунд, что соответствует ошибке в ориентации Земли на 2,6°, а для 4000 года до н. э. эти же величины составляют, соответственно, 16 300 секунд и 67,9°.

## Наблюдение солнечных затмений
Поскольку полные солнечные затмения можно наблюдать лишь с небольшой части поверхности Земли, а само это явление очень зрелищно, некоторые астрономы-любители путешествуют с целью наблюдения затмений — такой род путешествий известен как охота за затмениями (также используют термин погоня за затмениями). Человек, который охотится за затмениями, называется умбрафил, что дословно означает «любитель теней». По состоянию на 2017 год, трое жителей Нью-Йорка — Гленн Шнайдер, Джей Пасачофф и Джон Битти — наблюдали полное солнечное затмение по 33 раза, что является действующим рекордом.
Наблюдение солнечных затмений также представляет и научный интерес, поскольку затмения дают возможность, например, наблюдать солнечную хромосферу и корону в высоком пространственном и временном разрешении.
При наблюдении солнечных затмений нужно учитывать, что длительный взгляд невооружённым глазом на диск Солнца без использования светофильтров может привести к повреждениям зрения. Ещё более опасно наблюдение за Солнцем в телескоп без использования специальных фильтров. При этом стадия полного затмения наблюдается без светофильтра, поскольку солнечная корона гораздо тусклее Солнца, и убирать светофильтр следует только после начала полной фазы, а возвращать — до её окончания. Ещё один безопасный метод наблюдения затмения состоит в том, что при помощи небольшого телескопа или бинокля изображение Солнца проецируется на экран, и наблюдение полученного изображения не представляет опасности.

## Явления во время солнечного затмения

### Внешний вид диска Солнца
Во время полных солнечных затмений Солнце, а точнее его фотосфера, полностью покрывается Луной, при этом солнечная корона и иногда хромосфера остаются видимыми. Из-за того, что эти области солнечной атмосферы гораздо тусклее фотосферы, в обычных условиях они не видны, а при затмениях видимая часть короны может простираться от Солнца на угловое расстояние, в пять раз большее, чем радиус Солнца. Видимая звёздная величина короны составляет −12,0 ― как у Луны, близкой к полнолунию. Внешний вид солнечной короны при полном затмении зависит от активности Солнца и меняется с 11-летним циклом: при минимуме активности можно наблюдать корону, состоящую из «потоков», протянувшихся в плоскости солнечного экватора, а при высокой активности корона видна во все стороны от Солнца, но не имеет таких протяжённых потоков.
Перед наступлением полной фазы солнечного затмения и после её окончания можно наблюдать ещё два эффекта, известные как бриллиантовое кольцо и чётки Бейли. Эффект бриллиантового кольца возникает, когда Луна покрывает почти весь диск Солнца, и небо уже достаточно тёмное, чтобы вокруг Луны было видно «кольцо», а ярким «бриллиантом» на нём становится последняя часть фотосферы Солнца, оставшаяся незакрытой. Чётки Бейли — другой эффект, возникающий, когда почти весь диск Солнца скрыт Луной, его появление связано с неровностями лунного рельефа. Из-за них форма диска Луны отличается от круговой, и перед самым началом полной фазы или непосредственно после её окончания тонкий «серп» солнечного диска оказывается разделён на разные части. В этот момент вместо тонкого серпа видно множество небольших светящихся точек, которые выглядят как бусы, с чем и связано название эффекта.

Вид солнечной короны в зависимости от активности Солнца
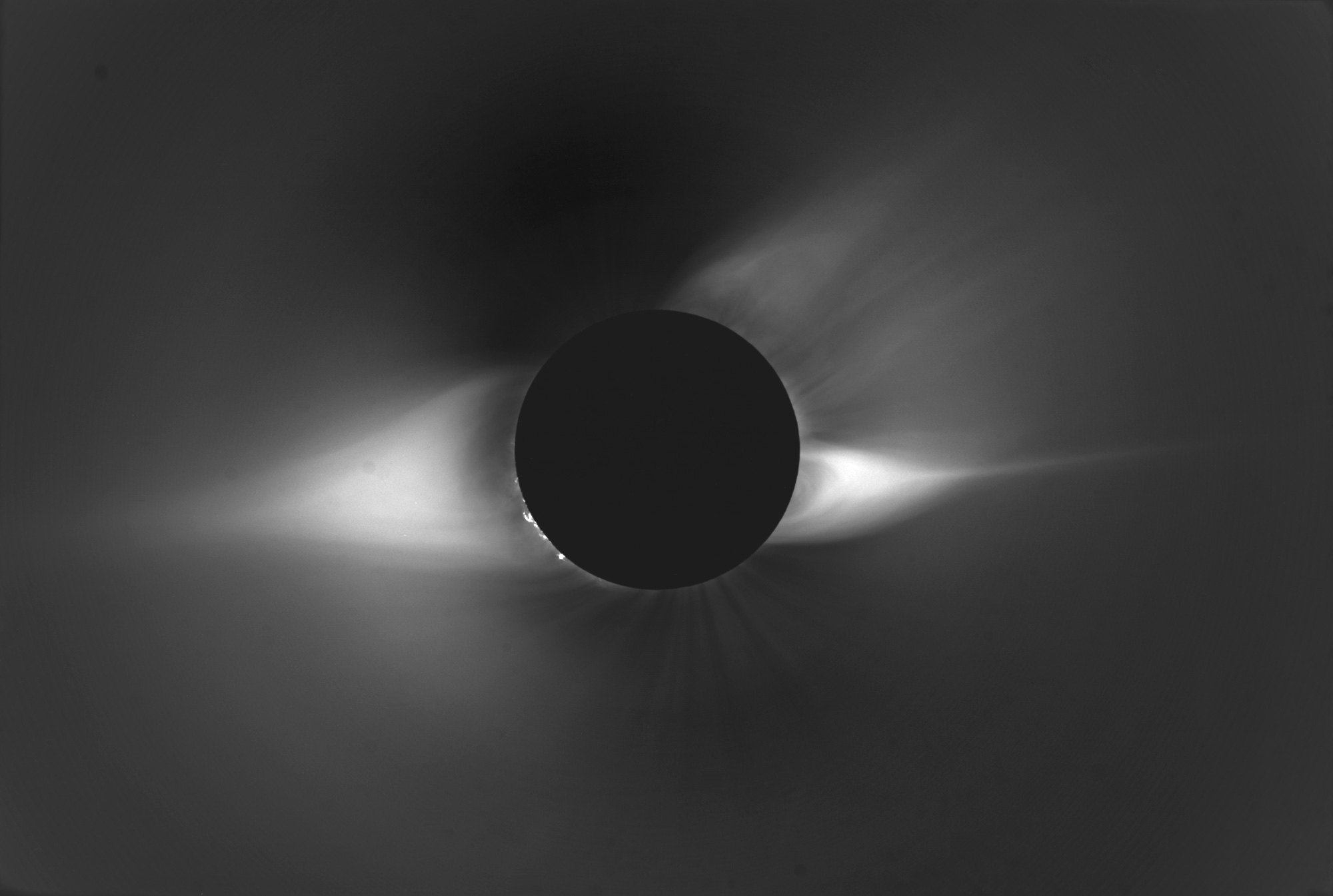
24 октября 1995 года: минимум солнечной активности
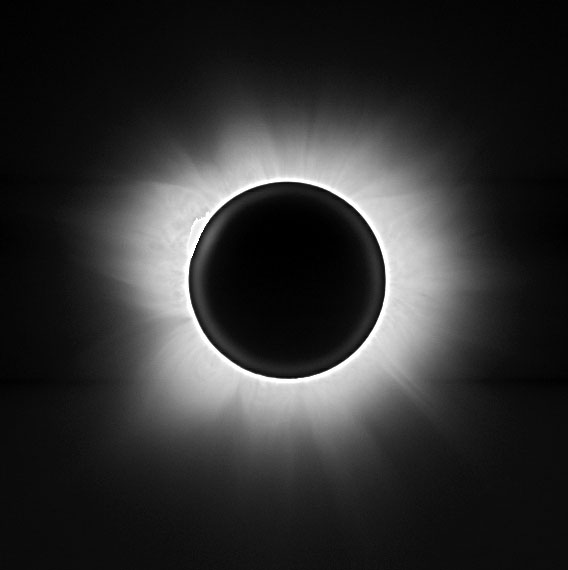
21 июня 2001 года: максимум солнечной активности

### Освещение

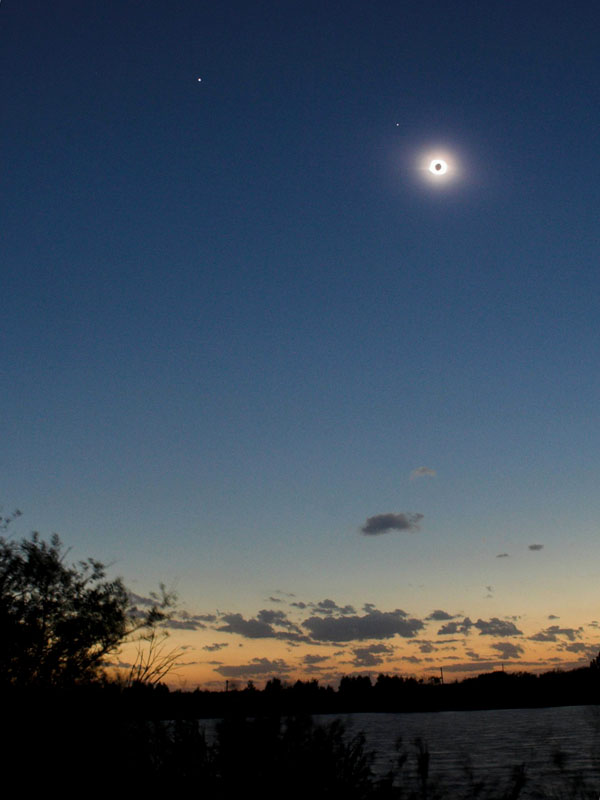
Небо во время полного солнечного затмения 1 августа 2008 года

При полном солнечном затмении полное покрытие Солнца приводит к потемнению неба, однако небо темнеет не так сильно, как ночью. Потемнение сравнимо с концом вечерних гражданских сумерек или с началом вечерних навигационных сумерек (высота Солнца от –5° до –7° над горизонтом), фон неба становится в среднем в 4000 раз тусклее, чем вне затмения, и самые яркие звёзды и планеты — не тусклее 3-й звёздной величины — становятся видны невооружённым глазом. Так происходит по двум причинам: во-первых, тень Луны на поверхности Земли имеет небольшой размер, поэтому в освещённых Солнцем областях свет рассеивается в верхней атмосфере и попадает в затенённую область, а во-вторых, некоторый вклад в освещение затенённого участка поверхности Земли вносит свет солнечной короны. Падение освещённости при наступлении полной фазы происходит не резко, но достаточно быстро с увеличением фазы затмения в последние 30―40 секунд до начала полной фазы. В начале частной фазы затмения человеческий глаз не замечает потемнения неба, в частности, потому что оно происходит постепенно, и глаз успевает к нему адаптироваться — только когда фаза достигает 0,9, то есть за 10 минут до начала полной фазы, а освещённость, создаваемая Солнцем, составляет около 1/10 нормального значения, потемнение становится заметным.
Вид неба при полном затмении всё же отличается от сумеречного. Например, если затмение наблюдается на небольшой высоте над горизонтом, то тень на поверхности Земли приобретает вытянутую форму. Это приводит к тому, что для наблюдателя в тени небо вблизи горизонта оказывается темнее в тех направлениях, где тень вытянута, то есть и в направлении на Солнце. При сумерках же, наоборот, самая яркая часть горизонта находится в направлении ближе к Солнцу. Хотя спектральный состав света при затмении практически не меняется, многие люди, наблюдая потемнение неба, отмечают, что оттенок неба становится более синим — этот эффект ещё не до конца объяснён.
Некоторые особенности освещения проявляются во время частных фаз затмений. Например, если свет Солнца при затмении, падая на Землю, проходит через зазоры в листве дерева, то проявляется эффект камеры-обскуры: на поверхности возникает множество небольших изображений диска Солнца в виде серпа, или, иначе говоря, серповидные тени. Другой эффект возникает при большой частной фазе затмения. Когда значительная часть диска Солнца закрыта Луной, его размер в одном направлении уменьшается. Из-за этого тени от предметов на Земле становятся значительно более резкими, поскольку размер «полутени» от предмета на Земле также уменьшается, причём только в том направлении, в котором Луна закрывает часть диска Солнца.
Теневые волны ― ещё один эффект, наблюдаемый около полной фазы затмения. При этом на поверхности Земли начинают появляться и перемещаться тёмные и светлые полосы, шириной по несколько сантиметров, называемые теневыми волнами. Теневые волны появляются из-за преломления света в неоднородностях земной атмосферы, когда от диска Солнца остаётся тонкий серп, и в разные моменты времени на разные участки Земли попадает разное количество света. Таким образом, теневые волны имеют сходную природу с явлением мерцания звёзд.

Различные эффекты, наблюдаемые во время солнечных затмений
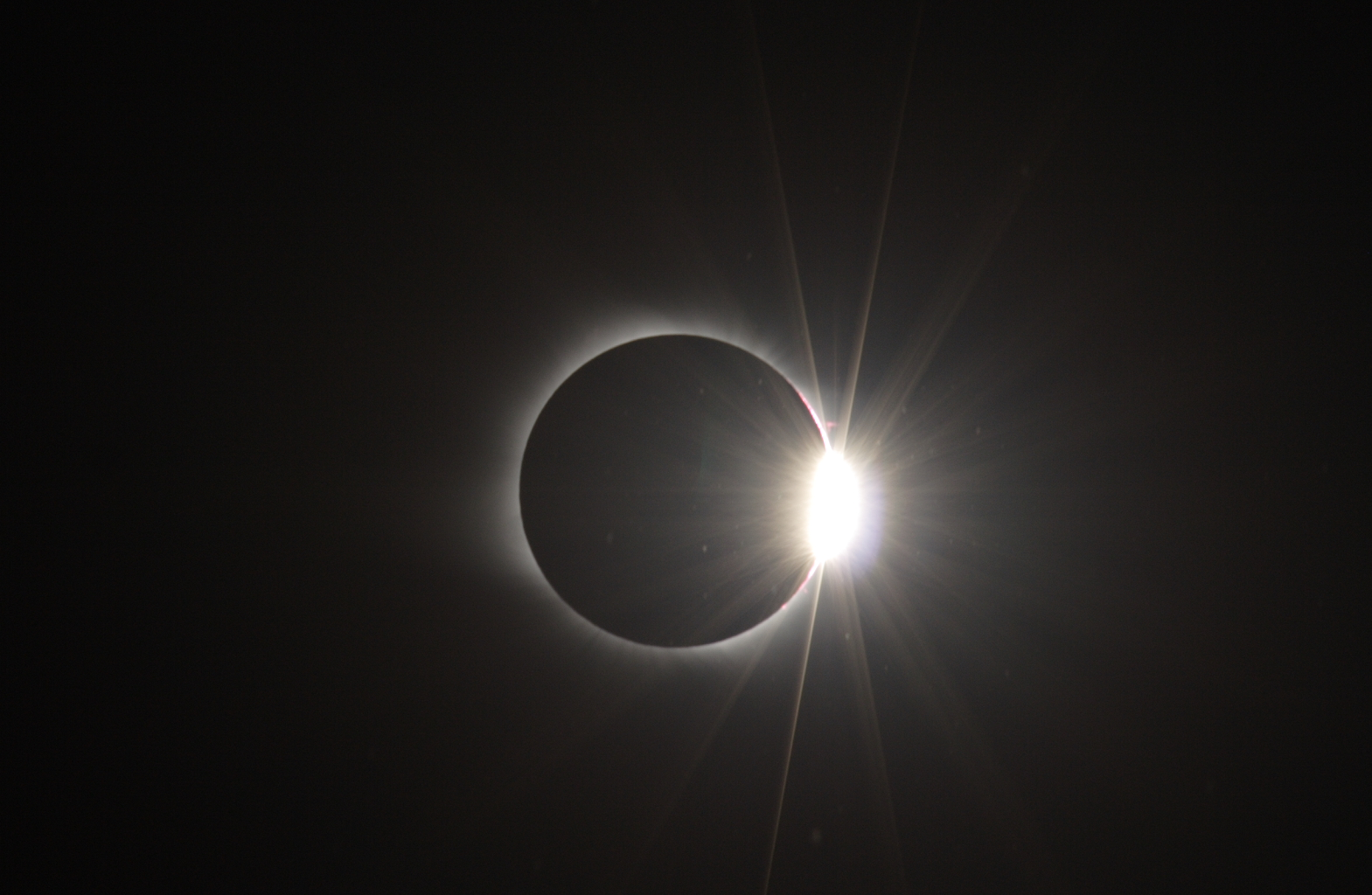
Бриллиантовое кольцо во время затмения 1 августа 2008 года
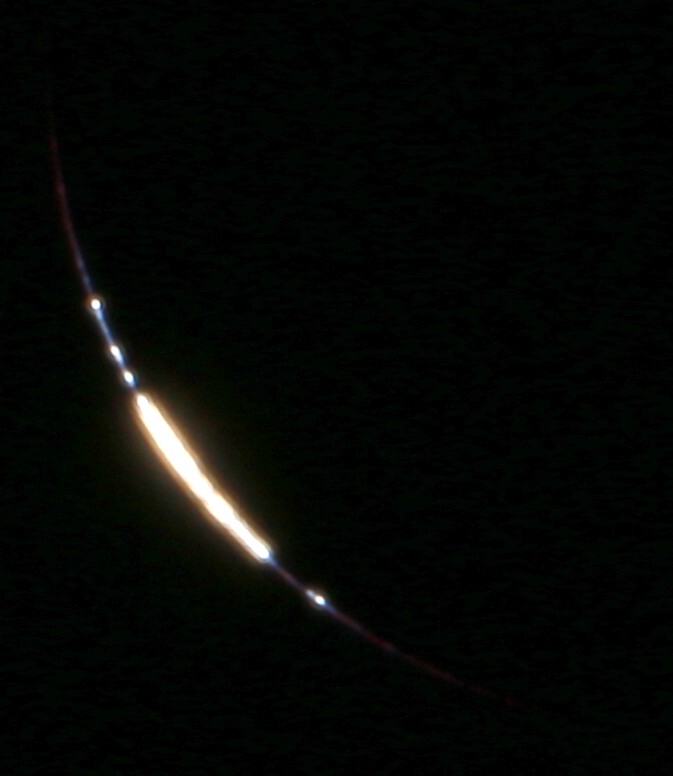
Чётки Бейли во время солнечного затмения 21 августа 2017 года
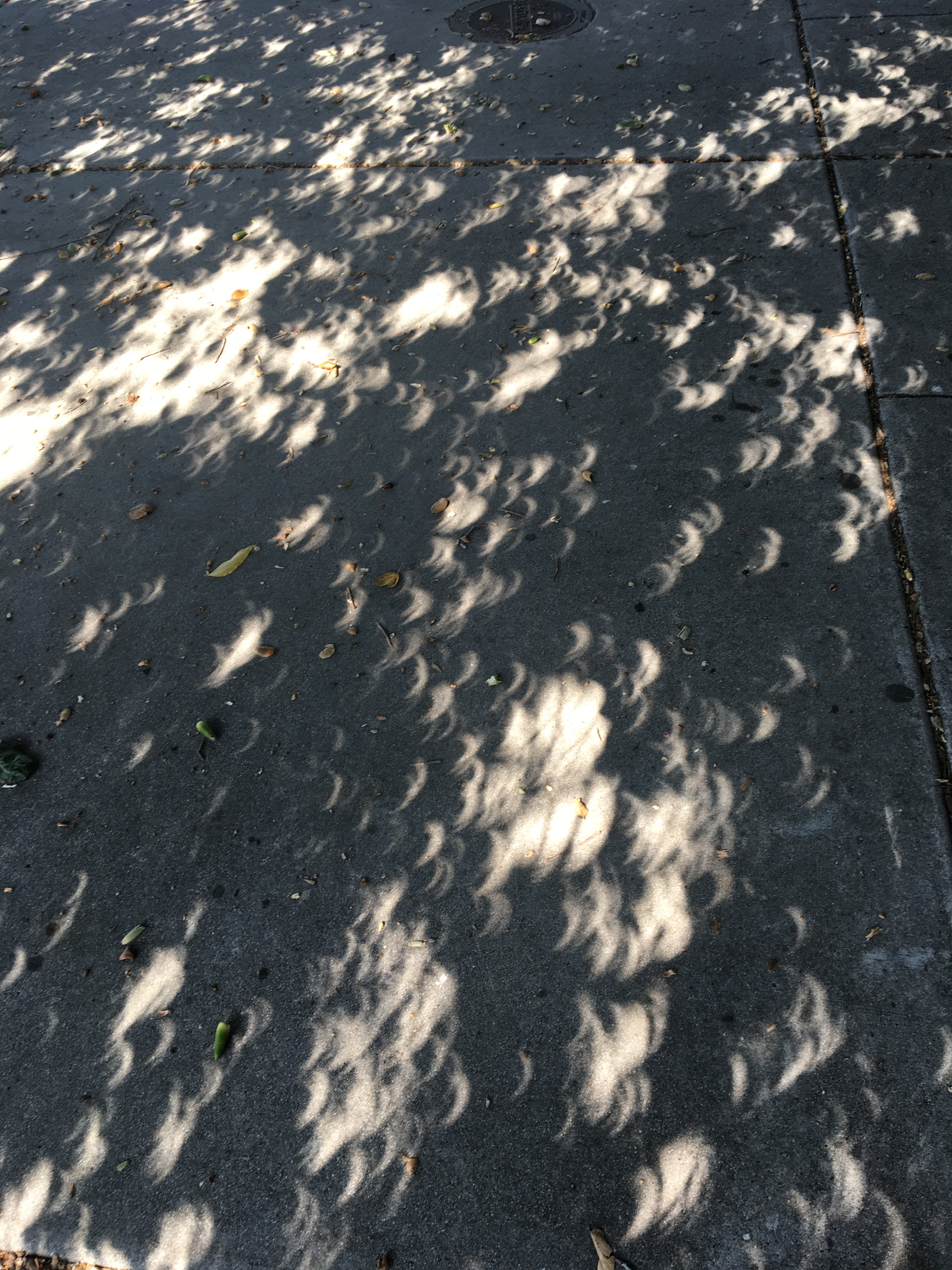
Серповидные тени
- Видеозапись теневых волн

### Другие эффекты
К моменту полного затмения в точке, где оно наблюдается, температура понижается, в некоторых случаях даже больше, чем на 10 °C по сравнению со временем до затмения. Такое резкое падение температуры может приводить к появлению или исчезновению облаков и к резкому изменению скорости ветра. Во время частной стадии затмения человек может ощущать снижение температуры, причём это происходит даже раньше, чем становится заметным потемнение неба — при фазе около 0,6, то есть приблизительно за полчаса до наступления полной фазы. Хотя снижение температуры к этому моменту может быть невелико, ощущение температуры человеком в большей степени обусловлено количеством принимаемого излучения, чем реальной температурой окружающей среды, поэтому такой эффект становится заметен.
Животные и растения также реагируют на солнечные затмения — как правило, начало полной фазы воспринимается ими как наступление ночи. Например, дневные птицы к моменту полной фазы резко прекращают пение и начинают возвращаться в гнёзда, а в некоторых случаях даже падают на землю, а летучие мыши и совы активизируются. Домашние животные испытывают беспокойство. Известен случай, когда группа шимпанзе во время максимальной фазы кольцеобразного затмения наблюдала непосредственно за Солнцем и Луной.

## История изучения и наблюдения

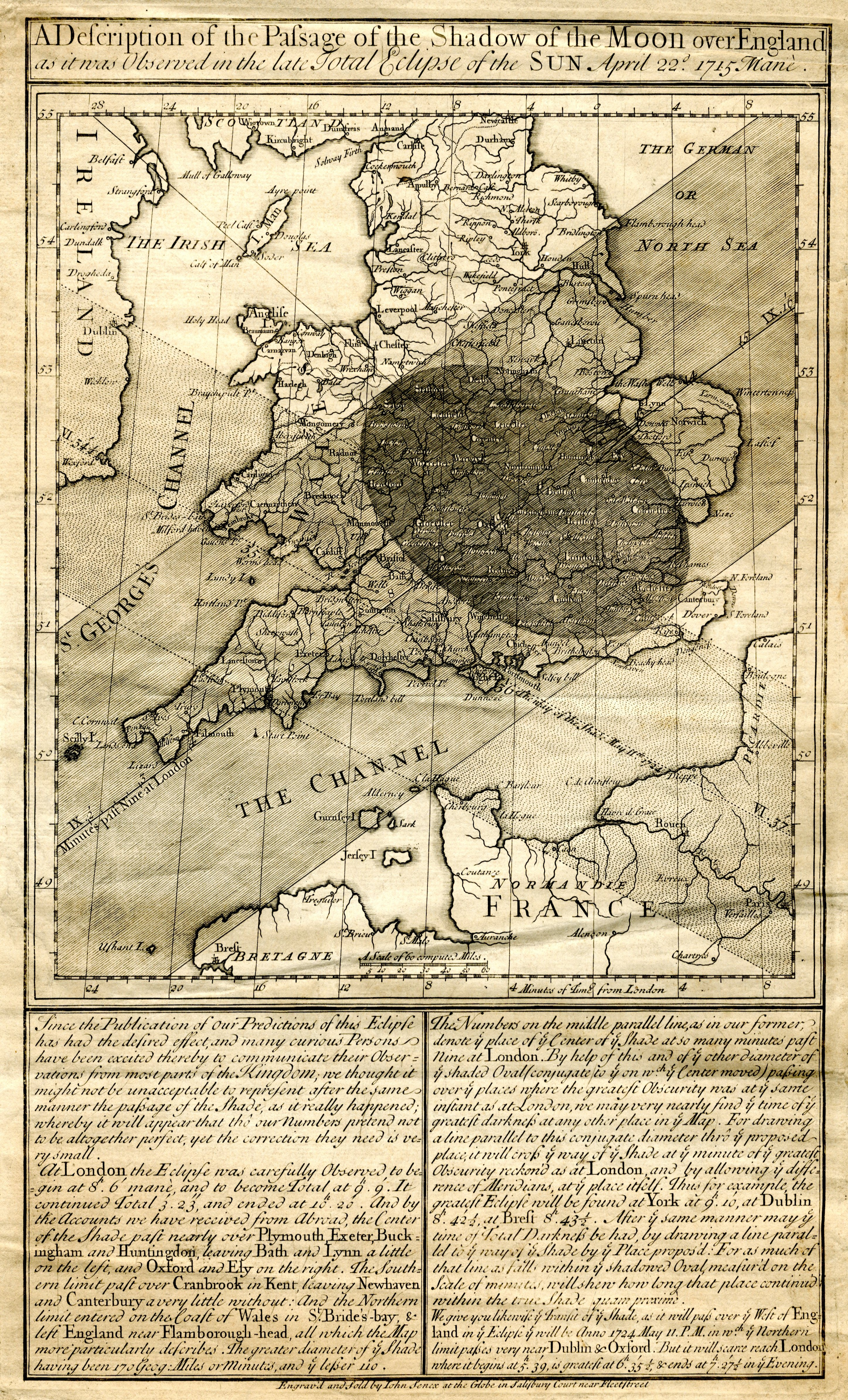
Карта с предсказанной полосой тени затмения 1715 года

Возможно, самое древнее сохранившееся упоминание солнечного затмения относится к 3340 году до нашей эры: петроглифы, обнаруженные в Ирландии, содержат изображения перекрывающихся концентрических окружностей, которые могут обозначать солнечное затмение. К затмению 2137 года до н. э. относится китайская легенда, согласно которой придворные астрономы были казнены за то, что не смогли предсказать затмение.
Периодически встречаются упоминания более поздних затмений древности, в частности, отсылки к затмениям в Книге Бытия (Быт. 15:12) и в другой книге Ветхого Завета, Книге пророка Амоса (Амос. 8:9), по всей видимости, относятся к затмениям 1533 и 763 года до н. э. соответственно, а в «Одиссее» Гомера, по-видимому, упоминается затмение 1178 года до н. э. В Античности и Средние века также наблюдалось большое количество затмений.
При помощи солнечных затмений делались разные научные открытия. Например, при затмении 22 декабря 968 года была впервые описана солнечная корона, во время затмения 18 августа 1868 года исследование спектра солнечной короны позволило открыть гелий, до тех пор неизвестный, а благодаря затмению 29 мая 1919 года была экспериментально подтверждена общая теория относительности.
Свидетельства о наблюдении солнечных затмений в прошлом позволяют точно определять даты различных исторических событий, а также сопоставлять различные системы летоисчисления. Кроме того, эти данные позволяют приблизительно оценивать параметр ΔT, связанный с замедлением вращения Земли (см. выше). Хотя этот способ не даёт высокой точности определения ΔT, для времён до начала XVII века он остаётся единственным из-за отсутствия других наблюдений.
Возможности предсказания затмений также развивались со временем. Например, в Древнем Вавилоне был известен сарос (см. выше), но только как период повторения лунных затмений, и другие закономерности в периодичности лунных затмений, позволявшие предсказывать эти события. Знание о повторяемости солнечных затмений через сарос позволяет определять моменты будущих затмений во времени, но положение полосы тени на поверхности Земли определять таким образом не удаётся. Солнечное затмение 585 года до н. э. было предсказано Фалесом Милетским, предположительно, при помощи знания о саросе либо о других периодах, известных вавилонским астрономам. Хотя это затмение считается первым, которое достоверно было предсказано заранее, само его предсказание считается отчасти случайным, кроме того, предсказание было сделано не для конкретной даты, а только для конкретного года. Кроме того, Фалес первым объяснил солнечные затмения как покрытие Солнца диском Луны, и можно считать, что такое объяснение стало первой в истории научной теорией.
Устройство древнегреческого Антикитерского механизма указывает на то, что с его помощью можно было предсказывать лунные и солнечные затмения, причём не только сам факт затмения, но и некоторые его характеристики, включая фазу и время, хотя предсказания были не вполне точными. Первое точное предсказание солнечного затмения, то есть определение места и времени заранее, сделал Эдмунд Галлей для затмения 1715 года. Предсказание было сделано с использованием ньютоновской теории тяготения, а его ошибка составила около 4 минут по времени и 30 км по положению полосы затмения.

## Солнечные затмения в культуре
В древности солнечные затмения из-за потемнения неба среди дня часто считались плохим знаком и вызывали панику у людей. Нередко затмения оказывали влияние на глобальные события: например, уже упомянутое затмение 585 года до н. э. пришлось на место и время битвы на Галисе, в результате чего битва была остановлена, а воюющие стороны заключили мир.
У разных народов в древности солнечные затмения находили отражение в мифологии, причём часто у разных народов объяснения имеют определённое сходство. Так, например, в китайской мифологии представлялось, что во время затмения гигантский дракон пожирает Солнце. В Китае, когда затмение начиналось, люди выходили, били в барабаны и создавали шум, чтобы отпугнуть дракона и спасти Солнце, а слово, обозначающее затмение в китайском языке, совпадает со словом «есть». У других народов также встречается сюжет, в котором какое-либо существо поглощает Солнце. В индийской мифологии считалось, что по небу летает отрубленная голова демона Раху и периодически проглатывает Солнце, но вскоре Солнце появляется вновь, поскольку у Раху нет остального тела. У коренного американского народа чокто считалось, что Солнце пожирает чёрная белка, которую необходимо отпугнуть громкими звуками, как и дракона в китайской мифологии. У индейцев помо таким существом был медведь, у южных славян — оборотень, у коренных народов Сибири — вампир.
Ещё один распространённый сюжет — гнев богов. В мифологии инков за Солнце отвечал всемогущий бог Инти, и солнечные затмения считались проявлением его гнева. В случае затмения жрецы определяли, какие жертвоприношения нужно совершить, иногда проводились человеческие жертвоприношения, в остальных случаях редко встречающиеся у инков. Древние греки считали, что боги устраивают затмения перед тем, как покарать земного правителя. К затмениям было принято назначать подставного «правителя» из крестьян или заключённых в надежде, что именно он получит наказание от богов, а после этого подставного правителя казнили. С божьим гневом затмения связывали также, например, коренные американские народы ацтеки и тева и народы, жившие в Трансильвании.
В некоторых случаях затмения не считались чем-то плохим. Часто они представлялись взаимоотношениями Солнца и Луны, которые в мифологиях к тому же могли занимать места жены и мужа или брата и сестры. У австралийских аборигенов, а также у тлинкитов в Северной Америке представлялось, что Солнце и Луна производят на свет «детей», а именно планеты и звёзды, которые и становились хорошо видны при затмениях. У народов калинья и у инуитов затмение воспринималось как ссора между братом и сестрой. У западноафриканского народа сомба затмение считалось признаком того, что человеческая враждебность распространилась даже на Солнце и Луну, и воспринималось как приглашение к установлению мира. Существовали и другие объяснения, при которых затмение не воспринималось как устрашающее событие. Народы оджибве и кри считали, что ребёнок или карлик мстит Солнцу, которое его обожгло, и пытается поймать его в сеть, из-за чего и происходит затмение. В персидской мифологии считалось, что пери прячут Солнце просто ради развлечения.
В древнеегипетских записях не находится конкретных упоминаний определённых солнечных затмений, хотя трудно представить, что в Древнем Египте не наблюдали или не замечали таких явлений. Одна из гипотез предполагает, что записей о солнечных затмениях не оставляли специально, чтобы не придавать какого-либо постоянства таким тревожным событиям либо не привлекать внимания Ра, бога Солнца.

### Комментарии
1. ↑  Символ ′ обозначает минуты дуги, символ ″ — секунды дуги.
2. ↑  В источнике 1450 год, но в Москве не было затмений в 1450 году — см. расчёт https://eclipse.gsfc.nasa.gov/JSEX/JSEX-EU.html Архивная копия от 12 июня 2021 на Wayback Machine, хотя было полное в 1415 году.